# ماساشی اوادا
ماساشی اوادا (انگلیسی: Masashi Owada؛ زادهٔ ۲۸ ژوئیهٔ ۱۹۸۱) بازیکن فوتبال اهل ژاپن است.
از باشگاه‌هایی که در آن بازی کرده‌است می‌توان به باشگاه ورزشی توچیگی اشاره کرد.